# Giải vô địch bóng đá U-16 châu Á 1998
Giải vô địch bóng đá U-16 châu Á 1998 là phiên bản thứ 8 của Giải vô địch bóng đá U-17 châu Á. Qatar là chủ nhà của giải. Hai đội vào đến trận chung kết lọt vào Giải vô địch bóng đá U-17 thế giới 1999 tại New Zealand. 

## Các đội tham dự
Các đội sau đây vượt qua vòng loại để tham dự vòng chung kết:
- Bảng 1:  Oman
- Bảng 2:  Iran
- Bảng 3:  Bahrain
- Bảng 4:  CHDCND Triều Tiên
- Bảng 5:  Bangladesh
- Bảng 6:  Iraq
- Bảng 7:  Hàn Quốc
- Bảng 8:  Nhật Bản
- Bảng 9:  Thái Lan

Cùng với đội chủ nhà  Qatar được miễn thi đấu vòng loại, được vào thẳng vòng chung kết.

## Vòng bảng
Tất cả các trận đấu diễn ra tại Sân vận động Al-Arabi,Doha,Qatar

### Bảng A
| Đội               | ST | T | H | B | BT | BB | HS  | Đ  |
| ----------------- | -- | - | - | - | -- | -- | --- | -- |
| Qatar             | 4  | 3 | 1 | 0 | 9  | 3  | +6  | 10 |
| Thái Lan          | 4  | 2 | 1 | 1 | 6  | 6  | 0   | 7  |
| Iraq              | 4  | 2 | 0 | 2 | 9  | 4  | +5  | 6  |
| CHDCND Triều Tiên | 4  | 2 | 0 | 2 | 5  | 6  | −1  | 6  |
| Iran              | 4  | 0 | 0 | 4 | 1  | 11 | −10 | 0  |

3 tháng 9
| Qatar | 4 - 0 | Iran |

4 tháng 9
| Iraq | 3 - 0 | CHDCND Triều Tiên |

5 tháng 9
| Iran | 1 - 2 | Thái Lan |

6 tháng 9
| Qatar | 3 - 2 | CHDCND Triều Tiên |

8 tháng 9
| Thái Lan | 3 - 2 | Iraq |

| CHDCND Triều Tiên | 1 - 0 | Iran |

9 tháng 9
| Qatar | 1 - 0 | Iraq |

10 tháng 9
| Thái Lan | 0 - 2 | CHDCND Triều Tiên |

11 tháng 9
| Iran | 0 - 4 | Iraq |

12 tháng 9
| Thái Lan | 1 - 1 | Qatar |

### Bảng B
| Đội        | ST | T | H | B | BT | BB | HS | Đ |
| ---------- | -- | - | - | - | -- | -- | -- | - |
| Bahrain    | 4  | 3 | 0 | 1 | 9  | 6  | +3 | 9 |
| Hàn Quốc   | 4  | 3 | 0 | 1 | 8  | 6  | +2 | 9 |
| Nhật Bản   | 4  | 2 | 1 | 1 | 8  | 6  | +2 | 7 |
| Bangladesh | 4  | 0 | 2 | 2 | 4  | 7  | −3 | 2 |
| Oman       | 4  | 0 | 1 | 3 | 3  | 7  | −4 | 1 |

4 tháng 9
| Oman | 1 - 1 | Bangladesh |

| Nhật Bản | 1 - 2 | Hàn Quốc |

5 tháng 9
| Bangladesh | 0 - 2 | Bahrain |

6 tháng 9
| Hàn Quốc | 1 - 0 | Oman |

7 tháng 9
| Bahrain | 1 - 2 | Nhật Bản |

8 tháng 9
| Bangladesh | 1 - 2 | Hàn Quốc |

9 tháng 9
| Nhật Bản | 3 - 1 | Oman |

10 tháng 9
| Bahrain | 4 - 3 | Hàn Quốc |

11 tháng 9
| Nhật Bản | 2 - 2 | Bangladesh |

12 tháng 9
| Bahrain | 2 - 1 | Oman |

## Vòng loại trực tiếp

### Bán kết
15 tháng 9
| Qatar | 2 - 1 | Hàn Quốc |

| Bahrain | 0 - 6 | Thái Lan |

### Tranh hạng ba
17 tháng 9
| Bahrain | 5 - 1 | Hàn Quốc |

### Chung kết
17 tháng 9
| Thái Lan | 1 - 1(aet) 3 - 2(pen) | Qatar |

## Vô địch
| Giải vô địch bóng đá U-16 châu Á 1998 |
| ------------------------------------- |
| · Thái Lan · Lần đầu tiên             |

## Tham dựGiải vô địch bóng đá U-17 thế giới 1999
- Qatar
- Thái Lan
- Bahrain sẽ đá tranh vé vớt với  Úc (Vô địch giải Giải vô địch bóng đá U-17 châu Đại Dương 1999) để đến New Zealand

## Tranh vé vớt
14 tháng 8 năm 1999 Canberra,Úc
| Úc | 2 - 1 | Bahrain |

27 tháng 8 năm 1999 Manama,Bahrain
| Bahrain | 0 - 1 | Úc |

- Thắng với tổng tỷ số 3 - 1,  Úc đoạt vé tham dự vòng chung kết Giải vô địch bóng đá U-17 thế giới 1999